# 惠特斯通角
72°37′S 170°13′E / 72.617°S 170.217°E
惠特斯通角（Cape Wheatstone），是南極洲的海岬，位於維多利亞地的博克格雷溫克海岸，處於哈勒特半島南端，是塔克灣的北部入口處，在1841年1月由詹姆斯·克拉克·羅斯發現，現時由南極條約體系管理。